# Julio Alberto Pérez Cuapio
Julio Alberto Pérez Cuapio es un ex ciclista profesional mexicano. Nació en Tlaxcala el 30 de julio de 1977. Fue profesional desde 2000 hasta 2008 en el equipo Ceramica Panaria.
Como profesional destacó sobre todo en el Giro de Italia, prueba en la que consiguió tres etapas y ganó la clasificación de la montaña en la edición 2002, gestas que no vivía el ciclismo mexicano desde las actuaciones de Raúl Alcalá en el Tour de Francia.
En 2009 decidió regresar a México y tras dos temporadas, en 2010 dejó el ciclismo activo debido a la falta de apoyo.
En 2011 trabajó en el Instituto del Deporte de Tlaxcala como promotor del ciclismo. Debido a la falta de apoyo, se vio obligado a renunciar a su puesto en 2014.

## Palmarés
2000
- 1 etapa del Tour de Langkawi
- Trofeo dello Scalatore

2001
- 1 etapa del Giro de Italia

2002
- 2 etapas del Giro de Italia, más la clasificación de la montaña

2003
- Semana Lombarda, más una etapa

2004
- 1 etapa del Brixia Tour

2005
- Giro del Trentino

2008
- 1 etapa de la Vuelta a Costa Rica

## Equipos
- Ceramica Panaria/CSF Group-Navigare (2000-2008)
  - Ceramica Panaria-Gaerne (2000)
  - Ceramica Panaria-Fiordo (2001-2003)
  - Ceramica Panaria-Margres (2004)
  - Ceramica Panaria-Navigare (2005-2007)
  - CSF Group-Navigare (2008)
- Canel's-Turbo ( amateur 2009)
- Empacadora San Marcos ( amateur 2009)